# 엥흐바팅 바다르오강
엥흐바팅 바다르오강(몽골어: Энхбатын Бадар-Ууган, 1985년 6월 3일~)은 몽골의 권투 선수로 2008년 하계 올림픽 밴텀급 부문에서 금메달을 획득하여, 몽골 역사상 두 번째 올림픽 금메달리스트가 되었고 올림픽 복싱 금메달을 획득한 최초의 몽골 선수가 되었다.

## 경력
바다르오강은 1985년 울란바토르에서 태어났다. 아버지인 엥흐바트는 투브주 출신 변호사이며, 어머니는 간호사로 일했다. 13세 때인 1998년에 처음으로 권투를 배웠다. 2004년에 몽골 권투 국가대표로 처음 발탁되었으며, 그 해 1월 필리핀의 푸에르토프린세사에서 열린 2004년 아시아 선수권 대회 플라이급에 참가하면서 국제 대회에 처음으로 출전했다. 그는 이 대회에서 첫 상대인 스리랑카의 아누루다 라트나야케에게 패하여 탈락했다. 이듬해인 2005년 9월 베트남 호찌민에서 열린 2005년 아시아 선수권 대회 플라이급에 참가하여 베트남의 쩐꾸옥비엣과 함께 동메달을 획득했다. 같은 해 11월에 중국의 몐양에서 열린 2005년 세계 선수권 대회 플라이급에 참가했으며, 벨라루스의 바토문코 반케예프에게 패하면서 1라운드에서 탈락했다. 이후 체급을 밴텀급으로 올렸다.
바다르오강은 2006년 4월 독일 할레에서 열린 케미포칼에서 불가리아의 데텔린 달라클리에프를 꺾고 우승을 차지하며 국제 대회에서 처음으로 우승했다. 5월에는 튀르키예 이스탄불에서 열린 아흐메트 죄메르트 토너먼트에서 요르단의 이브라힘 알가라기르를 꺾고 우승을 차지했다. 그 해 10월 카자흐스탄의 알마티에서 열린 2006년 세계 대학 선수권 대회 밴텀급에 참가하여 카자흐스탄의 예르잔 오미르자노프를 꺾고 우승을 차지했고 같은 해 12월에는 카타르 도하에서 열린 2006년 아시안 게임 밴텀급에 참가하여 준결승에 올랐으나 대한민국의 한순철에게 패하며 태국의 워랏폿 펫쿰과 함께 동메달을 획득했다. 이듬해인 2007년 5월 체코 우스티나트라벰에서 열린 복싱 그랑프리 대회에서 슬로바키아의 루돌프 디디의 뒤를 이어 준우승을 차지했다. 6월에는 고향인 울란바토르에서 열린 2007년 아시아 선수권 대회에 참가하여 우즈베키스탄의 오르주베크 샤이모프를 누르고 우승을 차지했다. 그 해 11월에 미국 시카고에서 열린 2007년 세계 선수권 대회에서 가이아나의 클라이브 앳웰, 이탈리아의 비토리오 파리넬로, 헝가리의 올트바니 다비드, 베네수엘라의 엑토르 만사니야를 차례로 꺾었고, 준결승에서 잉글랜드의 조지프 머리를 20-11로 꺾으며 결승에 올랐다. 그는 결승전에서 러시아의 세르게이 보도피야노프에게 14-16으로 패하여 준우승을 차지했다.
바다르오강은 2008년 5월 중화민국 타이베이에서 열린 국제 복싱 협회 회장컵에서 첫 상대인 우즈베키스탄의 후르시트 타지바예프에게 패하여 탈락했으며, 그 해 8월에는 자신의 선수 경력 최고의 순간인 중국 베이징에서 열린 2008년 하계 올림픽 밴텀급에 참가했다. 그는 멕시코의 오스카르 발데스, 아일랜드의 존 조 네빈, 보츠와나의 후미소 이크고폴렝, 몰도바의 베아체슬라브 고잔을 꺾고 결승에 진출했다. 24일에 열린 결승에서는 쿠바의 양키엘 레온을 16-5로 압도하며 우승을 차지했다. 그는 몽골 최초로 올림픽 복싱에서 금메달을 획득했으며, 10일전에 유도 하프헤비급에서 금메달을 획득한 나이당깅 투브신바야르의 뒤를 이어 몽골 역사상 두번째로 올림픽 금메달을 획득한 선수가 되었다.
이후 바다르오강은 2010년 카자흐스탄 아스타나에서 열린 대통령배에서 동메달을 획득했고, 2012년 하계 올림픽 참가를 앞두고 훈련을 받았으나 도중에 허리 부상으로 올림픽 출전이 무산되었다. 이후 현역에서 은퇴했다. 
은퇴 후에는 몽골 국가 올림픽 위원회 사무총장으로 활동하고 있다.